# Xã Chetopa, Quận Wilson, Kansas
Xã Chetopa (tiếng Anh: Chetopa Township) là một xã thuộc quận Wilson, tiểu bang Kansas, Hoa Kỳ. Năm 2010, dân số của xã này là 162 người.